# Point Marion, Pennsylvania
Point Marion là một thị trấn thuộc quận Fayette, tiểu bang Pennsylvania, Hoa Kỳ. Năm 2010, dân số của thị trấn này là 1159 người.